# Robert Camelot
Pour les articles homonymes, voir Camelot (homonymie).
Robert Camelot (20 mai 1903 à Reims, 4 novembre 1992 au Chesnay) est un architecte et urbaniste français.

## Biographie
Robert Édouard Camelot est né dans la maison à l’enseigne du Tapis-Rouge, 57 rue de Vesle, où ses parents tenaient un commerce de nouveautés. Établi à Paris, il exerça de 1932 à 1977.

### Formation (1920-1932)
Conformément à la pédagogie qui s'est imposée au cours du XIXè siècle à l'école des Beaux-Arts, l'apprentissage de l'architecture se fait au sein d'un atelier placé sous l'autorité d'un maître qui prépare ses élèves aux concours d'architecture.
Dès 1920, Robert Camelot s'inscrit au sein de l'atelier de Gustave Umbdenstock pour préparer le concours d'entrée à l'école des Beaux-Arts. En réalité, c'est essentiellement avec Jean Bréasson, dont l'atelier n'est pas reconnu l'école des Beaux-Arts, que Robert Camelot apprend l'architecture.
Robert Camelot est admis à l'école des Beaux-Arts le 14 février 1921, et il entre en première classe d'architecture le 2 novembre 1923 au sein de l'atelier d'Emmanuel Pontremoli. La finesse, la simplicité et la clarté expressive qui caractérisent cet atelier ont une influence durable sur la carrière de Robert Camelot.
L'architecture de Robert Camelot est également tributaire de son passage à l'agence de Pierre Patout rue Tronchet, en tant que stagiaire en 1924, puis en tant que salarié jusqu'en 1933. La logique du contraste qui caractérise le style de Pierre Patout traduit un compromis entre les apports de l'architecture moderne et la persistance de la tradition classique dans les techniques de construction et le répertoire stylistique.
En 1931, Robert Camelot part pour un séjour de neuf mois aux États-Unis grâce à la bourse Delano-Aldrich, fondée en 1930 par l’American Institute of Architects et permettant à un jeune architecte français d’aller étudier l’architecture américaine. Il remplace Jacques Carlu en tant que chef d'atelier au Massachusetts Institute of Technology, et enseigne l'architecture à l'Université de New York.
Robert Camelot est diplômé le 8 novembre 1932 avec un projet final de maison de vigneron en Champagne. Pour compléter sa formation, Robert Camelot s'inscrit à l'Institut d'urbanisme de Paris et suit les cours de Jacques Gréber.
Après deux tentatives en 1929 et 1930, Robert Camelot obtient le Second Grand Prix de Rome en 1933 pour son église de pèlerinage.

### Agence Camelot-Herbé (1933-1939)
En 1933, il s’installa en association avec Jacques et Paul Herbé. Robert Camelot réalisa le premier plan d'urbanisme de Reims après la Seconde Guerre mondiale sous la municipalité de René Bride (cf. : Urbanisme à Reims).
L’agence Camelot-Herbé réalisa l'école professionnelle de jeunes de filles de Beaune, le pavillon de la manufacture nationale de Sèvres à l’exposition universelle de Paris en 1937, le pavillon de la France à la foire internationale de Zagreb et celui de l'exposition universelle de New York en 1939. Architecte en chef des bâtiments civils et palais nationaux et des monuments historiques, en 1945.
En tant qu'urbaniste, Robert Camelot participa aux premiers plans du quartier de la Défense, en 1958 et conçut ceux de Lisieux, Nanterre, Chartres et Reims. Il est l'un des coauteurs du Centre des nouvelles industries et technologies (CNIT) et réalisa, avec Jean-Claude Rochette, le bâtiment de l'agence France-Presse à Paris, face au palais Brongniart.

## Réalisations
- 1937, Paris : Pavillon de la céramique industrielle, de Sèvres, de la Verrerie et de la Monnaie, Exposition internationale des arts et techniques, avec Paul Herbé
- 1938, Zagreb (Croatie) : Pavillon de la France, Foire internationale de Zagreb, avec Paul Herbé (architecte) et Bernard Lafaille (ingénieur)[11]
- 1945-51, Lisieux : Gare routière et SNCF, Chambre de Commerce, avec Paul Herbé
- 1950-58, Puteaux : Centre des nouvelles industries et technologies (CNIT), La Défense, avec Jean de Mailly et Bernard Zehrfuss (architectes), Jean Prouvé (concepteur des murs rideaux), et Nicolas Esquillan (ingénieur)[12]
- 1955-62, Lisieux : Église Saint-Désir, avec Pierre Patout (architecte) et Jean-Marie Hereng (ingénieur)[13]
- 1957-61, Paris : immeuble de l'Agence France-Presse (AFP), avec Jean-Claude Rochette (architecte)
- 1958, Paris : immeuble de 15 logements et boutique pour la société Athénée, au 2 Place Alphonse Laveran[14]
- 1959, Versailles : bâtiment au 3 Avenue de Paris, où se trouvait la Poste centrale de Versailles jusqu'au milieu des années 2010.
- 1961-70, Reims : Église Saint-Vincent de Paul
- 1963-73, Troyes : Hôtel des impots, avec l'agence RTR (architectes Jacques Roubert, Jean-Loup Roubert et Jean-Marc de Tassigny)
- 1970-80, Gentilly : rénovation (900 logements, un groupe scolaire, et un écran-garage pour anti-bruit)
- 1976, Les Ulis : Hôtel de Ville, avec Michel Hennuyer et Jean-Claude Finelli (architectes)[15]

### Logements
- 1951, Lisieux : immeubles rationnels préfinancés (120 logements) avec Jacques Rivet (architecte)
- 1951, Chartres : Cité expérimentale (200 logements) avec Jacques Rivet et Luc Sainsaulieu (architectes)

### Édifices scolaires
- 1937, Beaune : École de Jeunes Filles (actuel collège Jules Ferry), avec Jacques et Paul Herbé[16],[17]
- 1949-51, Marolles-en-Brie : école circulaire
- 1950, Grignon : internat de l'École nationale d’agriculture
- 1951-56, Cachan : réfectoires-cuisines du Centre national d'enseignement technique (CNET)
- 1956-65, Marly-le-Roi : bâtiment comportant un internat et des salles de travail à l'Institut national d'éducation populaire de Marly-le-Roi
- 1961-62, Caen : Lycée de jeunes filles, avec  Georges Richard et Pierre Daubin (architectes)
- 1961-66, Reims : Centre hospitalier universitaire, avec Jean-Marc d'Anglemont de Tassigny (architecte)
- 1964-67, Grignon : Institut national de la recherche agronomique (chaire mécano-agricole, bâtiment sportif, bureaux, pavillon de stagiaire, chambres dans l'ancien internat)
- 1966, Caen : Collège technique, avec Georges Richard et Pierre Daubin (architectes)
- 19?-1967, Versailles : restauration du Lycée Hoche
- 1970, Les Ulis (ZUP Bures-Orsay) : Groupe scolaire n° 4, Avelines nord
- 1970-71, Les Ulis (ZUP Bures-Orsay) : Groupe scolaire n° 3, La Dimancherie, avec Michel Hubert (architecte)
- 1971-76, Courbevoie : École maternelle
- 1974-83, Versailles : restauration et extension du Lycée technique Jules Ferry
- 1975, Les Ulis (ZUP Bures-Orsay) : Groupe scolaire du Parc, avec Michel Hubert et Michel Picard (architectes)[18]
- 1978, Les Ulis (ZUP Bures-Orsay) : Groupe scolaire du Bosquet, avec Michel Hubert (architecte)[19]

#### Écoles circulaires
Après la Seconde Guerre mondiale, l'État français engage une politique volontariste en faveur de la reconstruction des équipements et du réaménagement du territoire. Face à un taux de natalité croissant, les constructions scolaires font partie des priorités, après le logement.
La construction des écoles représente un défi de taille. Le ministère de l'Éducation nationale doit répondre aux impératifs de rapidité et d'économie, dans un contexte de "pénurie de main d’œuvre, de matériaux et d’organisation administrative et financière". En 1948, le ministère lance un concours qui invite les architectes à imaginer des écoles prototypes, dans une optique d'optimisation du temps et des matériaux. La standardisation des modèles vise à apporter des solutions facilement réplicables sur l'ensemble du territoire. La Commission interministérielle des prototypes scolaires sélectionne les projets des architectes suivants : Jacques Barge, Claude Mazet, Pol Abraham, André Croizé, Robert Camelot avec Bernard Laffaille, et l’équipe d’architectes Dhuit, Drouin et Storez.
Dès 1948, Robert Camelot et l'ingénieur Bernard Laffaille imaginent un prototype d'écoles circulaires (ou écoles rondes), pour lequel il déposent un brevet en 1950. L'école circulaire est une sorte de rotonde, avec les salles qui s'organisent autour d'un cœur cylindrique. Des piliers en béton armé rythment la façade et soutiennent des linteaux préfabriqués. La voûte en béton est circulaire et de forme creuse, si bien que les précipitations ruissellent sur la pente et sont évacuées au centre du bâtiment. Avec les écoles circulaires, Robert Camelot et Bernard Laffaille trouvent différentes manières de renouveler l'architecture scolaire :
- L'économie des matériaux ;
- La variabilité de la composition (possible ajout d'un étage, possible substitution du logement de l'instituteur par une classe) ;
- L'adaptation à tous les terrains et toutes les orientations ;
- La rationnalisation à travers et le réemploi et la sérialité ;
- L'abaissement du temps de fabrication et de mise en œuvre  (3 à 5 mois de construction)[24].

La première école circulaire réalisée est celle de Marolles-en-Brie (1949-51). De 1949 à 1958, 17 écoles de ce type sont édifiées, comme à Sarcelles (1952) ou encore à Barentin (1952).

### Édifices protégés

#### Édifices protégés au titre desMonuments Historiques
- Ecole de jeunes filles de Beaune, actuellement collège Jules-Ferry (Côte d'Or) : inscription (en totalité à l'exception des parties construites en 1976) par arrêté du 18 mars 2002.
- Église Saint-Désir de Lisieux (Calvados) : classement par arrêté du 24 avril 2006.

#### Édifices labellisésArchitecture contemporaine remarquable
- Église Saint-Vincent de Paul de Reims (Marne) : label Patrimoine du XXè siècle (aujourd'hui ACR) attribué en 2015.
- Centre des nouvelles industries et technologies (CNIT), La Défense (Hauts-de-Seine) : label ACR attribué en 2018.
- Groupe scolaire du Parc, Groupe scolaire du Bosquet, Hôtel de Ville des Ulis (Essonne) : label ACR attribué en 2024.

## Récompenses
- Grand Prix, une salle à manger en céramique pour la manufacture de Sèvres à l'exposition de l'habitation en 1938

## Distinctions
- Officier de la Légion d'honneur[Quand ?]
- officier de l'ordre national du Mérite
- officier d'Académie
- officier des Arts et des Lettres
- chevalier du Mérite agricole
- chevalier de l'ordre de la Couronne (Belgique)